# Philippe Delmas
Pour les articles homonymes, voir Delmas.
Philippe Delmas est ancien vice-président d'Airbus. Entré en 1994 chez Matra, il y gravit les échelons avant de suivre Noël Forgeard chez Airbus. Il est aujourd'hui consultant en stratégie industrielle.

## Airbus et EADS
À la tête d'Airbus, première filiale d'EADS, Noël Forgeard formait avec Philippe Delmas un couple exécutif très efficace. Ce dernier avait notamment en charge le développement "corporate" d'Airbus, qu'il s'agisse de traiter des clients publics (comme en Chine), des financements (de la Recherche par exemple), ou des grands dossiers contentieux (tel celui à l'OMC avec Boeing). Philippe Delmas était par ailleurs très actif dans les relations avec les actionnaires, privés ou publics d'Airbus et d'EADS.

## Affaire Clearstream 2
- Philippe Delmas a été initialement visé par l'enquête sur le corbeau surgi en marge de l'affaire des frégates de Taiwan (dite affaire Clearstream 2). En mai 2004, quelques jours après la réception d'une lettre anonyme, le juge Renaud Van Ruymbeke a fait discrètement interpeller Philippe Delmas alors qu'il se trouvait à Toulouse, où il assistait, au côté du Premier ministre Jean-Pierre Raffarin, à la présentation de l'Airbus A380.

- Placé en garde à vue, Philippe Delmas se voit confisquer son portable et son appartement parisien a été perquisitionné. À l'issue de sa garde à vue, aucune mise en examen ne lui sera signifiée. Quelques mois plus tard, Renaud Van Ruymbeke lui restituera divers objets saisis et l'innocentera complètement. Philippe Delmas portera plainte pour dénonciation calomnieuse.

## Livres
- Un pouvoir implacable et doux : La Tech ou l'efficacité pour seule valeur, Paris, Fayard, 2019  (ISBN 978-2-213-71519-3)
- De la prochaine guerre avec l'Allemagne, Paris, Odile Jacob, 1999  (ISBN 2-7381-6417-X)
- Le bel avenir de la guerre, Paris, Gallimard, 1995  (ISBN 2-07-073697-0)
- Le Maître des horloges - Modernité de l’action publique, Paris, Odile Jacob, 1991  (ISBN 2-02-017780-3)

## Articles
- « 1980-2020 : la « techtonique » numérique », Le Débat, no 210 (mai-août 2020), 78-87.
- « La technologie doit être contrôlée, y compris son emploi par l’Etat », Le Monde, 24 avril 2020
- « L’impasse climatique du transport aérien », L'Opinion, 17 juin 2020